# Polip (medycyna)

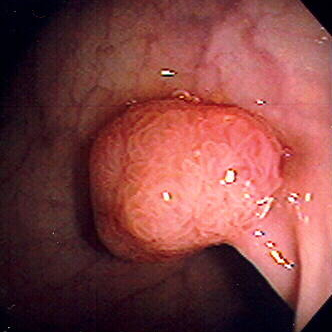
Polip esicy o średnicy około 1 cm widoczny w kolonoskopii.

Polip (łac.) polypus z gr. πολύπους/polypos – polip (w znaczeniu głowonóg, ośmiornica), polip (w znaczeniu: narośl, guz); z gr. πολύς /polys/ – przedrostek oznaczający m.in.: liczny, wielki + gr. πούς/pous – stopa, noga, łapa, macka, ramię – guzowaty twór patologiczny wyrastający z błon śluzowych wysłanych nabłonkiem gruczołowym, często mnogi (polipowatość).
Polip jest pojęciem makroskopowym, odnoszącym się do rozrostów łagodnych błon śluzowych. W typowej postaci ma on kształt maczugowaty, składa się z cienkiej nóżki (szypuły), zawierającej wiązkę naczyń odżywiających oraz kulistego, miękkiego zgrubienia. Nazwa była pierwotnie używana wobec szczególnej postaci przewlekłego zapalenia wytwórczego błon śluzowych, w których dochodzi do rozrostu tkanki łącznej włóknistej blaszki właściwej błon śluzowych (łac. inflammatio chronica proliferativa polyposa). Obecnie pojęcie to jest używane także jako określenie makroskopowe niektórych nowotworów łagodnych (gruczolaków polipowatych – łac. adenoma polyposum), jak również zaburzeń rozwojowych mających kształt polipa.

## Etiologia i postacie

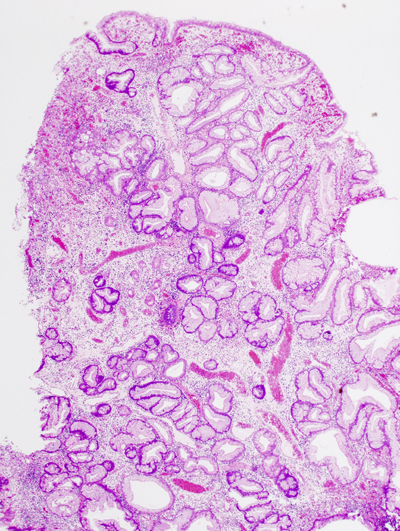
Obraz histopatologiczny polipa rozrostowego błony śluzowej żołądka

We współczesnym nazewnictwie medycznym pojęcie „polip” jest odnoszone wobec:
- polipa zapalnego (polypus inflammatorius)
- polipa gruczolakowatego (polypus adenomatosus albo adenoma polyposum)
- polipa rozrostowego (polypus hyperplasticus)
- polipa z zaburzeń rozwojowych (polypus hamartomaticus)

W przypadku polipa zapalnego pierwotnie dochodzi do odczynowego rozrostu składnika łącznotkankowego podścieliska, a wtórnie do rozrostu składnika nabłonkowego. Szczególną postacią polipów zapalnych są polipy regeneracyjne, w których dochodzi do nadmiernego rozrostu błony śluzowej, jako reakcji na jej zniszczenie. W polipach nowotworowych rozrost pierwotnie dotyczy nabłonka, a wtórnie wciągane jest podścielisko łącznotkankowe. Niektóre gruczolaki polipowate (zwłaszcza jelita grubego) mogą przekształcać się w gruczolakoraki.
Pod względem postaci makroskopowej dzieli się je na:
- polipy uszypułowane (łac. polypus pendulum)
- polipy nieuszypułowane (łac. polypus sedens)

Polipy uszypułowane (posiadające rodzaj „nóżki”) jest stosunkowo łatwo usunąć w trakcie badania endoskopowego przy pomocy pętli, natomiast polipy o szerokiej podstawie zwykle są przed usunięciem obstrzykiwane. Badanie endoskopowe, wyskrobiny są najczęstszymi zabiegami diagnostycznymi mającymi na celu pozyskanie tkanek polipa celem ustalenia jego postaci i etiologii przy pomocy badania mikroskopowego. Należy dążyć do tego aby podczas biopsji usunąć możliwie jak największą masę polipa, a zwłaszcza jego szypułę. W przypadku polipów nowotworowych, jeśli w obrębie jego szypuły znajdowany jest naciek raka, niezbędne bywa szybkie poszerzenie zabiegu (wycięcie danego narządu w granicach zdrowych tkanek).
Rozrosty polipowate są najczęściej spotykane w górnych drogach oddechowych (błona śluzowa nosa i zatok – najczęściej są to polipy zapalne), trzonie macicy, cewce moczowej, żołądku, jelicie grubym (zwykle polipy zapalne i nowotworowe, rzadziej z zaburzeń rozwojowych).

### Polipowatość jelita grubego

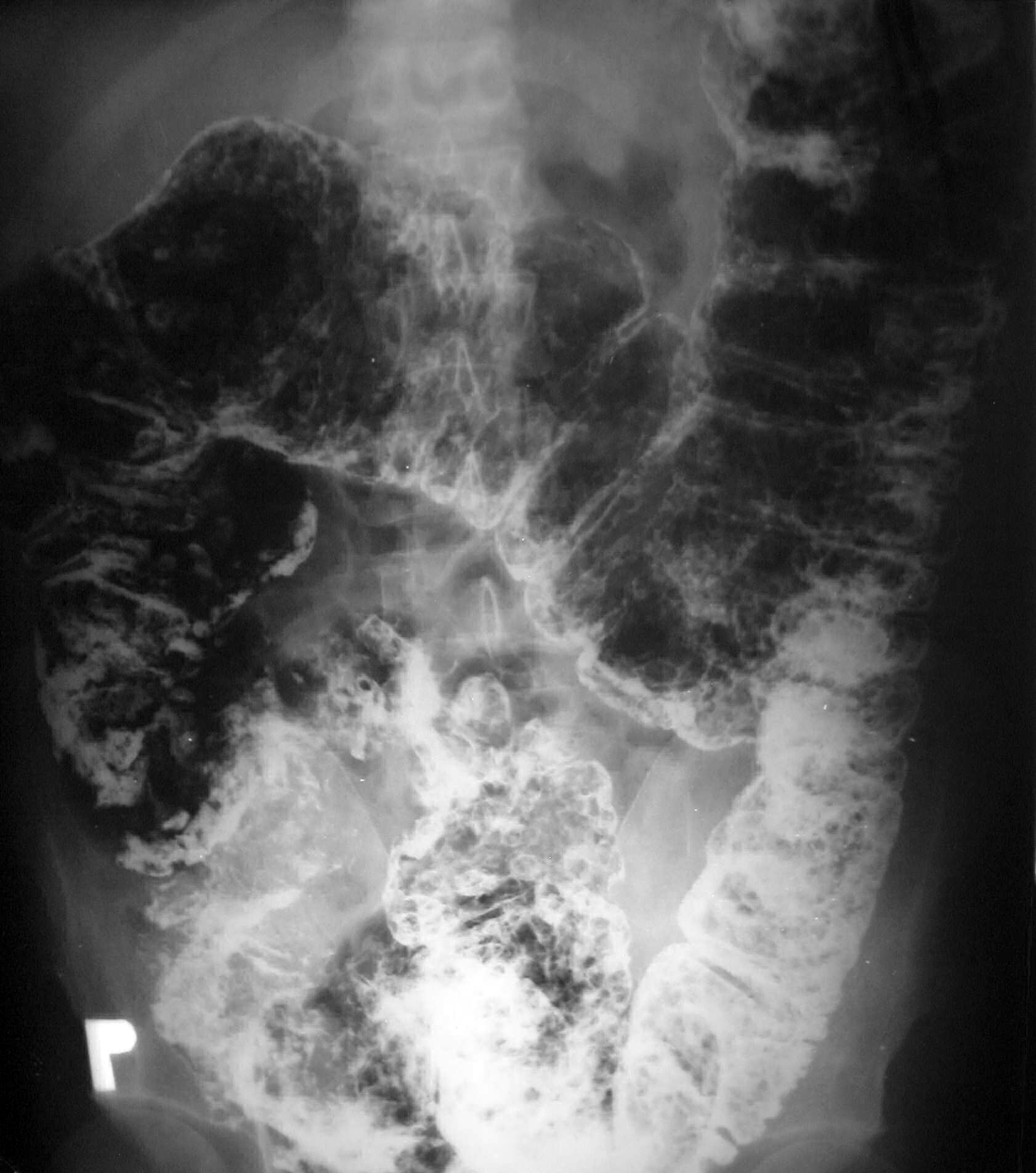
Polipowatość jelita grubego – bardzo liczne polipy uwidocznione na zdjęciu kontrastowym jelita grubego.

Występowanie licznych polipów gruczolakowatych w jelicie grubym jest charakterystyczne dla zespołu rodzinnej polipowatości gruczolakowatej (znanej też jako gruczolakowatość rodzinna jelita grubego lub polipowatość rodzinna). Rozpoznaje się ją jeśli liczba rozrostów o charakterze polipa przekracza 100 w całym jelicie. Jest to genetycznie uwarunkowany zespół, predysponujący do występowania raka jelita grubego (100% nieleczonych chorych w ciągu 20 lat). Innymi nowotworowymi polipowatościami jelita grubego są: zespół Turcota, zespół Gardnera, zespół Oldfielda, zespół Zanca.
W jelicie grubym występują także mnogie polipy w polipowatościach związanych z zaburzeniami rozwojowymi. Do zespołów takich należą: zespół Peutza-Jeghersa, zespół Cronkhite’a-Canady, zespół Cowden, zespół Gorlina.
Polipy można również podzielić na dziedziczne i niedziedziczne:

### Zespoły dziedzicznych polipowatości
- rodzinna polipowatość gruczolakowata
- zespół Peutza-Jeghersa
- zespół Turcota
- zespół polipowatości młodzieńczej
- zespół Cowden
- zespół Bannayana-Rileya-Ruvalcaby

### Zespoły niedziedzicznych polipowatości
- zespół Cronkhite’a-Canady

## Powikłania i następstwa
Następstwa rozrostów polipowatych zależą od ich lokalizacji i etiologii. Najczęściej występującymi powikłaniami polipów są:
- Krwawienia,
- ukręcenie szypuły i następowy zawał czerwony,
- upośledzenie drożności narządu,
- przekształcenie się w nowotwór złośliwy.

## Historia pojęcia
Wyraz polypos pojawił się już u Homera (VIII w. p.n.e.) w „Odysei”, w znaczeniu „ośmiornica”: „Jak u polipa, gdy go wyrwać z jamy, zostają na mackach przyssane kamyki, tak na skale została skóra zdarta ze śmiałych dłoni Odysa” (tłum. Jana Parandowskiego). Później słowo to w starożytnej kulturze greckiej oznaczało ogólnie „potwora morskiego”. Gajusz Pliniusz Starszy (23–79 r.) używał nazwy zlatynizowanej w odniesieniu do głowonogów, natomiast inni starożytni autorzy, np. Celsus (53 p.n.e. – 7 n.e.), także w znaczeniu medycznym, dla określenia polipów nosa.
Wyrwanie lub skręcenie polipowatej zmiany patologicznej może spowodować oderwanie strzępków otaczającej błony śluzowej. Nie jest to zatem zmiana „wielonożna” – tak jak w podanym wyżej opisie Homera – ale „mocno przytwierdzona”, która kształtem przypomina pomniejszony wór głowowo-trzewny odpoczywającej ośmiornicy. Francuski położnik Andre Levret (1703–1780), w swojej książce z 1749 r. na temat polipów narządu rodnego, graficznie przedstawił to podobieństwo.

Przeczytaj ostrzeżenie dotyczące informacji medycznych i pokrewnych zamieszczonych w Wikipedii.